# Parafia Chrystusa Króla w Jemielnie
Parafia Chrystusa Króla w Jemielnie znajduje się w dekanacie Góra wschód w archidiecezji wrocławskiej.  Jej proboszczem  jest ks.  Paweł SOKOŁOWSKI. Obsługiwana przez kapłana archidiecezjalnego. Erygowana w 1957 r. Księgi metrykalne prowadzone są od 1957 r.

## Kościoły i kaplice
- Jemielno - kościół parafialny pw.Chrystusa Króla,
- Psary - kościół filialny pw. Najświętszej Maryi Panny Różańcowej.

## Wspólnoty i Ruchy
Żywy Różaniec, Rada Parafialna, Papieskie Dzieło Misyjne Dzieci, Eucharystyczny Ruch Młodych, Reprezentacyjna Asysta Liturgiczna Ochotniczej Straży Pożarnej, Lektorzy, Ministranci